# Ivan Angelakov
Ivan Angelakov (bulgarsk: Иван Ангелаков, født 24. marts 1904) var en bulgarsk skiløber, der deltog i de olympiske vinterlege i 1936. 

## Vinter-OL 1936
Angelakov deltog i 4 × 10 kilometer stafet, hvor det bulgarske hold fik en 15.-plads, og 18 km langrend, hvor han fik en 66.-plads. 